# Кейро (Джорджия)
Ке́йро — город в штате Джорджия, США. По данным переписи 2010 года население города составляет 9607 человек. Окружной центр округа Грейди.

## История
Кейро был основан в 1835 году, а в 1905 город стал окружным центром новообразованного округа Грейди. Кейро также называют «Сироп Сити» из-за того, что в 1900—1990-х годах в городе велось производство сиропа.

## Отдых и развлечения
Рядом с Кейро находятся охотничьи угодья и места для рыбной ловли, также этот район представляет исторический интерес. Местный индустриальный сектор находится в хорошем состоянии, благодаря производственным, обслуживающим компаниям и фирмам занимающимся здравоохранением. Район является местом проведения некоторых фестивалей, в числе которых: Calvary’s Mule Day, Whigham’s Rattlesnake Roundup и Cairo’s own Antique Car Rally.

## География
По данным Бюро переписи населения США Кейро располагается на общей площади в 24 км² (9,4 квадратных мили), при этом 0,26 км² (0,1 квадратной мили) составляет вода.

## Климат
| Показатель                    | Янв.  | Фев. | Март | Апр. | Май  | Июнь | Июль | Авг. | Сен. | Окт. | Нояб. | Дек.  | Год  |
| ----------------------------- | ----- | ---- | ---- | ---- | ---- | ---- | ---- | ---- | ---- | ---- | ----- | ----- | ---- |
| Абсолютный максимум, °C       | 28,9  | 29,4 | 32,2 | 34,4 | 38,3 | 39,4 | 38,3 | 38,3 | 37,8 | 35   | 31,1  | 28,9  | 39,4 |
| Средний суточный максимум, °C | 17,8  | 18,8 | 22,6 | 26,4 | 30,2 | 32,5 | 32,8 | 32,7 | 30,8 | 27,1 | 21,8  | 18,3  | 26   |
| Средний суточный минимум, °C  | 5,3   | 5,8  | 8,9  | 12,6 | 16,7 | 20,2 | 21,3 | 21,2 | 19,4 | 14,1 | 8,1   | 5,4   | 13,2 |
| Абсолютный минимум, °C        | −13,9 | −8,3 | −6,1 | ---  | 5    | 9,4  | 13,3 | 15   | 4,4  | ---  | −8,9  | −13,9 | −16  |
| Норма осадков, мм             | 100   | 105  | 135  | 99   | 86   | 140  | 162  | 143  | 111  | 63   | 67    | 90    | 1302 |
| Источник: Климат Кейро        |       |      |      |      |      |      |      |      |      |      |       |       |      |

## Известные уроженцы Кейро
- Джейк Бандрик — музыкант, барабанщик в рок/поп группе Mayday Parade.
- Дэвид Пондер — игрок в американский футбол, выступавший за команду «Даллас Ковбойз».
- Джеки Робинсон — бейсболист, первый темнокожий игрок в Главной лиге бейсбола (МЛБ).
- Дэррил Синглтэри — музыкант, играющий в жанре кантри.
- Джордж Т. Смит — политик от демократической партии.
- Билл Стэнфилл — игрок в американский футбол, выступавший за команду «Майами Долфинс».
- Мики Томас — музыкант, играющий в жанре рок и блюз, является членом группы Jefferson Starship.
- Кёрли Уилльямс — музыкант, игравший в жанре кантри.
- Бобби Уолден — игрок в американский футбол, выступавший за команды НФЛ «Питтсбург Стилерз» и «Миннесота Вайкингс».
- Тереза Эдвардс — баскетболистка, четырёхкратная олимпийская чемпионка в составе национальной сборной США.